# Спиридон (митрополит Київський)
Спиридо́н Сатана (1410-ті — 1503) — невизнаний митрополит Київський, Галицький та всієї Руси.
1477 року, коли вибраний собором руських єпископів, князів і шляхти 1473 р. Мисаїл управляв Київською митрополією, Константинопольський патріарх Рафаїл висвятив у сан митрополита Київського та всієї Руси ченця Спиридона. Історики, ґрунтуючись на літописах, називають його «тверитянином», тобто уродженцем Твері.
Коли Спиридон після свого висвячення на митрополита з'явився у Великому Князівстві Литовському, король Казимир не тільки не визнав за ним права на митрополію, але й посадив у в'язницю, в якій той перебував до 1482 року. Зі свого ув'язнення Спиридон відправив посланця у Москву з листом до великого князя Івана Васильовича, просячи заступництва. Проте з ув'язнення його випущено щойно після смерти Мисаїла і обрання на митрополита київського Симеона.
Вийшовши на свободу, Спиридон написав послання до пастви, в якому свідчив, що був поставлений і висвячений на Київську митрополію у Царгороді від патріарха Рафаїла та Собору святих митрополитів і боголюбивих єпископів, згадував про свої страждання за правду під час ув'язнення. Він титулував себе: «Спиридон, архієпископ Київський і всієї Русі». Випущений з ув'язнення, він із Великого Князівства Литовського він прибув до Москви, де його ув'язнили у Ферапонтовому монастирі. 
Історики ще не знайшли відповіді на питання, хто ж послав Спиридона до Константинополя і забезпечив його грошима для того, щоб одержати сан митрополита. Є підстави вважати, що це з певних міркувань зробила Москва. Коли ж Спиридону не поталанило у Великому Князівстві Литовському і він звідти втік, Москва побоялася залишити його на свободі, щоб він не пред'явив домагань на московську частину Київської митрополії, адже Спиридон був поставлений митрополитом київським іще до визнання поділу митрополії на Київську та Московську й цілком міг претендувати на престол митрополита київського з осідком у Москві. Схоже, що Москва, запроторивши Спиридона до монастиря, таким чином захищалася від цього ставленика Константинополя, який з канонічного погляду мав набагато більше прав на митрополичий престол Москови, ніж тодішній митрополит Геронтій. Тому в Московщині від архиєреїв під присягою вимагали зректися правосильного митрополита Спиридона.
Інший погляд на висвяту Спиридона припускає, що його було вислано до Стамбула з Литовської частини Київської митрополії в ролі посланця до патріарха, щоб отримати благословення для вибраного 1473 р. на митрополичий престол Києва Мисаїла, але Спиридон натомість отримав обманом свячення для себе.
Існувала також версія, що в митрополити Спиридона було хіротонісано на соборі в Єрусалимі, в якому взяли участь патріархи Єрусалимський, Олександрійський та Антіохійський, і які за наказом султана Амурата не просто відкинули флорентійську унію Костянтинополя з Римом, але й піддали її анафемі, але цю гіпотезу було спростовано. Перебуваючи в ув'язненні в Литві та Московщині, митр. Спиридон провадив літературну діяльність. Зокрема, його перу належить «Слово на Зшестя Святого Духа», «Виклад про істинно православну нашу віру» та «Житіє преподобних Зосими і Савватія Соловецьких». Останнє постало 1503 р. і є останньою наявною звісткою, що в той час Спиридон іще був живий.
Намагаючись довести Івану III свою корисність і домогтися звільнення, Спиридон написав також «Послання про мономахові дари», в якому стверджував, що візантійський імператор Костянтин IX Мономах, видавши за київського князя Володимира свою доньку, передав йому також символи імператорської влади — барми, животворний хрест і царський вінець — та нарік його «царем великої Росії». Дослідники припускають, що автор «Послання» міг використати якійсь тверські легенди. Можливо, створені не так для московських, як для місцевих князів, чий родовід також вівся від молодшої гілки Рюриковичів. Водночас польські та литовські генеалогічні «розвідки» надихнули Спиридона на створення «родоводу Рюрика», що нібито від Пруса, родича першого римського імператора Августа — який отримав з його рук землі біля узбережжя Балтійського моря.
Звільнення Спиридон не домігся і помер у тому ж Ферапонтовому монастирі.